# Max og Antonette
Max og Antonette er et kassettebånd fra 1988, og blev senere genudgivet som CD i 1999. Den blev lavet i samarbejde med Rådet for større færdselssikkerhed, og blev udgivet for Børnenes Trafikklub for at lære børn at færdes sikkert i trafikken. Historien handler om byrotten Antonette, der hjælper pindsvinet Max med at finde tilbage til sine forældre ude på landet.
Max og Antonette, er indtalt af Anne Marie Helger og Jørn Faurschou, og historien samt musikken er skrevet af Jan Irhøj og Thorstein Thomsen. Siden udgivelsen er det blevet udgivet i over 400.000 eksemplarer.

## Handling
Max er blevet væk fra sine forældre inde i byen, og kan ikke finde hjem. Senere nede i kloakken, møder han Antonette, som lover ham at hjælpe ham sikkert hjem igen. 
Undervejs kommer de to venner ud for lidt af hvert, hvor de færdes igennem byens trafikerede gader. Her møder de bl.a. en allike, som lærer dem om at færdes i trafikken.
Senere drømmer Max, at han møder et gurpeldyr, et fantasifoster som også lærer ham om trafikken. Efter Max er vågnet fortsætter de to venner. De ender til sidst ude på landet, hvor der ikke er så meget trafik. Her lærer Max Antonette, hvordan man begår sig i trafikken, når der ikke er fortov. Til sidst finder de Max' forældre i udkanten af skoven.

## Sange
1. "Byens lyde"
2. "Her er et fortov"
3. "Derfor skal I se jer for"
4. "Rød mand, grøn mand"
5. "Gurpeldyret"
6. "Langt ind til siden"
7. "Farvelsang"